# Challenger de Forli 2022
El torneo Città di Forlì 2022 fue un torneo de tenis perteneció al ATP Challenger Tour 2022 en la categoría Challenger 80. Se trató de la 3ª edición; el torneo tuvo lugar en la ciudad de Forli (Italia), desde el 3 hasta el 9 de enero de 2022 sobre pista dura bajo techo.

## Jugadores participantes del cuadro de individuales
| Favorito | País                      | Jugador             | Rank1 | Posición en el torneo |
| -------- | ------------------------- | ------------------- | ----- | --------------------- |
| 1        | Bandera del Reino Unido   | Jay Clarke          | 215   | Cuartos de final      |
| 2        | Bandera de Alemania       | Cedrik-Marcel Stebe | 227   | Semifinales           |
| 3        | Bandera de Estados Unidos | Christian Harrison  | 256   | Cuartos de final      |
| 4        | Bandera de China Taipéi   | Wu Tung-lin         | 270   | Segunda ronda         |
| 5        | Bandera de Estados Unidos | Alexander Ritschard | 276   | Primera ronda         |
| 6        | Bandera de Portugal       | Gonçalo Oliveira    | 282   | Primera ronda         |
| 7        | Bandera de Hungría        | Zsombor Piros       | 288   | Semifinales           |
| 8        | Bandera de Francia        | Evan Furness        | 290   | Segunda ronda         |

- 1 Se ha tomado en cuenta el ranking del 27 de diciembre de 2022.

### Otros participantes
Los siguientes jugadores recibieron una invitación (wild card), por lo tanto ingresan directamente al cuadro principal (WC):
- Lorenzo Angelini
- Stefano Napolitano
- Luca Potenza

Los siguientes jugadores ingresan al cuadro principal tras disputar el cuadro clasificatorio (Q):
- Elliot Benchetrit
- Alexandar Lazarov
- Mukund Sasikumar
- Aldin Šetkić
- Michael Vrbenský
- Denis Yevseyev

## Campeones

### Individual Masculino
- Luca Nardi derrotó en la final a  Mukund Sasikumar, 6–3, 6–1

### Dobles Masculino
- Marco Bortolotti /  Arjun Kadhe derrotaron en la final a  Michael Geerts /  Alexander Ritschard, 7–6(5), 6–2